# トランプ (書籍)
『トランプ』（Trump Revealed: An American Journey of Ambition, Ego, Money, and Power）は、マイケル・クラニッシュとマーク・フィッシャーによるドナルド・トランプの伝記本である。2016年にスクリブナーより出版された。同年には電子版、さらに2017年には『Trump Revealed: The Definitive Biography of the 45th President』と改題したペーパーバック版が発売された。本書は『ワシントン・ポスト』の共同調査プロジェクトであり、同紙のマーティ・バロンが監修し、38人のジャーナリストと2人のファクトチェッカーが寄稿した。トランプ本人は当初は本書のためのインタビューを拒否したが、その後譲歩し、さらにその後には著者に対する名誉毀損訴訟の可能性を示唆した。本が完成した後、トランプは自身のTwitterのフォロワーに購入しないように呼びかけた。
本書では、トランプの生い立ちからミリタリー・スクールでの生活、父のフレッド・トランプの下での不動産投資における初期の経験までのトランプの人生全体について論じられている。クラニッシュとフィッシャーは、ニューヨークの不動産業で身を立てるためのトランプの事業と有名なセレブリティになるための努力を掘り下げている。彼らはまた、広報戦略として常に攻撃するように助言した弁護士のロイ・コーンとトランプの出会いについても記している。更に本書では、トランプが自らの名声や地位を高めるために「ジョン・バロン」や「ジョン・ミラー」という偽名を使用したことや、ビジネスでの成功と失敗、『アプレンティス』を通じて高まった有名性について論じられている。本書は、トランプがメキシコ人の強姦犯について発言したこと、ジャーナリストのメーガン・ケリーとの確執、女性たちによるトランプの性的不法行為の告発など、2016年アメリカ大統領選挙戦の主な出来事が触れられている。本書は2016年共和党全国大会で締めくくられている。
本書は商業的に成功を収め、『ニューヨーク・タイムズ』のベストセラーリストと『ワシントン・ポスト』のベストセラーリストに掲載された。『フィラデルフィア・インクワイアラー』は年間最良図書に、『ロサンゼルス・タイムズ』は年間最重要図書に本書を選んだ。『ブックリスト』は、この伝記を「これまででトランプに関する最も決定的な本」と評した。『ニューヨーク・タイムズ』は、本書のための調査は「精力的な報道」であると評した。『ボストン・グローブ』は、「これまでで最も完全で、ニュアンスに富んだトランプの人生だろう」と評した。本書の文体について、『USAトゥデイ』は、「説得力ある語り口」であると評した。『カーカス・レビューズ』は、著者たちのジャーナリスティックな客観性に見られる中立的な視点を賞賛した。

## 内容
本書は、ドナルド・トランプの生い立ちから2016年の大統領選挙までを追った伝記であり、彼の系譜と成長過程について論じられている。著者たちはトランプがミリタリー・ハイスクールで過ごした時代の背景を説明し、次に、模範とする父親であるフレッド・トランプの不動産投資事業で経験を突いた青年期を論じている。

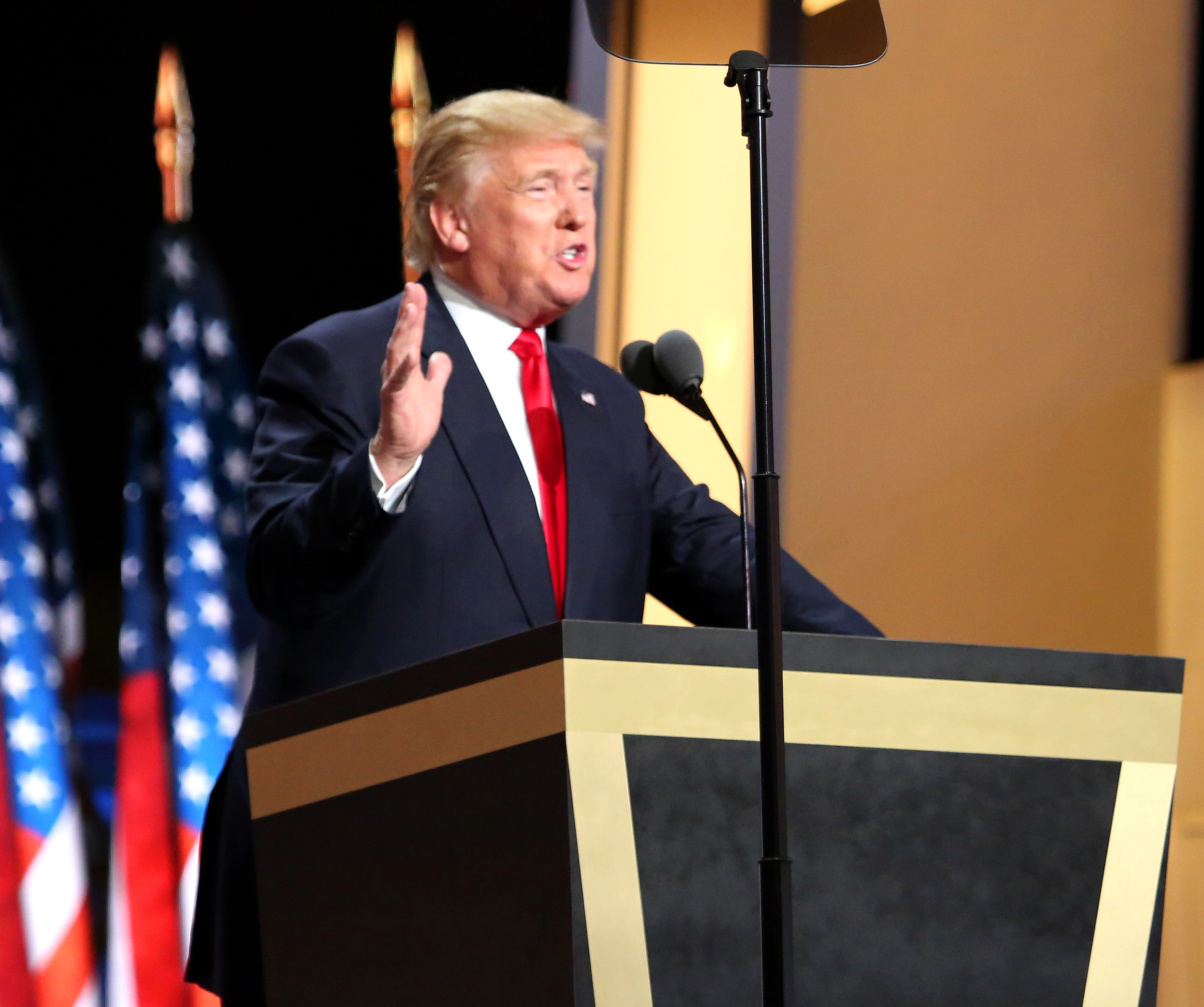
2016年共和党全国大会でのドナルド・トランプ

著者たちは、マンハッタンで不動産ベンチャーに投資しつつ自力で成功を掴もうとするトランプの試みに焦点を当てている。本書全体を通して彼らはトランプが経済的地位を高め、名声を得ようとするトランプの動機について論じている。トランプは施設内で既婚女性に手を出さないことを条件にマンハッタンの「ル・クラブ」への入場を許可され、1973年にそこでロイ・コーンと出会った。トランプは人種差別問題で訴えられて困っていることをコーンに相談する。コーンはトランプに、和解ではなく反訴するように助言した。コーンは更に、広報や訴訟の戦術として常に攻撃することをトランプに教えた。コーンはその後、トランプの弁護士となり、彼のニューヨークでの活動のフィクサーとなった。
クラニッシュとフィッシャーは、トランプが『ニューヨーク・ポスト』紙の「ページ・シックス」と呼ばれるゴシップ欄に自分が取り上げられることに大きな喜びを感じていたと述べている。本書では、ドナルド・トランプがジョン・バロンやジョン・ミラーという偽名を使用し、より頻繁に新聞に取り上げられようとしていたことを論じている。著者たちは、「ミラーやバロンからの電話は、少々風変わりだった。ふざけているだけだと受け止める記者もいたが、中には、ぞっとするとか、気味が悪いと感じる記者もいた。というのも、バロンは、著名な女性がいかにトランプに性的魅力を感じるかを、嬉々として語ったからだ」と指摘した。
本書はトランプの金銭的な成功と失敗のケーススタディを提示し、それぞれの時代背景を詳述している。単純な歴史的概要に加え、本人の人生に関する議論をトランプ自身への直接取材で補足することでより詳しい情報が提供されている。本書では美人コンテストのミス・ユニバースにおけるトランプの役割や、候補者の魅力を自ら審査するという彼の方法論が説明されている。本書はトランプの名声がテレビ番組『アプレンティス』でのその役割に至るまでの軌跡がたどられている。
著者たちは、5番街のトランプ・タワーでのトランプのインタビューについて書いている。トランプは友人や交友関係について彼らから質問されると、しばらく沈黙した後、自身のビジネス人生には永続的な社交的友情を育むのに十分な時間がなかったと回答した。彼は著者たちに何年も会っていないという男性の友人の名前をオフレコで教えた。著者たちは、トランプは近親者以外には有意義な友情を持っていなかったと結論づけている。
著者たちは本書の最後の章で、トランプの2016年の大統領選挙での主な出来事について論じている。この章で掘り下げられている重要な出来事には、メキシコ人を強姦魔呼ばわりする発言を含む、トランプの移民政策が含まれている。また著者たちは、女性たちによるトランプの性的不法行為の告発や、記者からの批判的な質問の後にその中の1人のメーガン・ケリーを「いろんなところから血が出ている」と評したことなどを振り返っている。本書は2016年共和党全国大会で締めくくられている。

## 執筆と出版
本書の執筆以前に、マイケル・クラニッシュは他の大統領候補のジョン・ケリーとミット・ロムニーの伝記本『John F. Kerry』と『The Real Romney』を執筆していた。また彼は、著書『Flight from Monticello: Thomas Jefferson at War』ではトーマス・ジェファーソン大統領について執筆していた。クラニッシュは『ボストン・グローブ』紙、その後は『ワシントン・ポスト』紙で調査報道の分野で活動していた。2016年にクラニッシュはプロフェッショナル・ジャーナリスト協会からワシントン・コレスポンデンス賞を受賞した。共著者であるマーク・フィッシャーは、本書の出版当時は『ワシントン・ポスト』紙でのクラニッシュの同僚であり、シニアエディターを務めていた。フィッシャーのそれまでの著書にはドイツ史を扱った『After the Wall』やラジオ史を扱った『Something in the Air』などがある。フィッシャーは『ワシントン・ポスト』紙での働きにより、2014年にピューリッツァー賞公益部門、2016年にピューリッツァー賞国内報道部門を受賞した。
共著者であるクラニッシュとフィッシャーに加え、『ワシントン・ポスト』紙の38人以上のジャーナリスト、アシスタント、編集スタッフが本書の調査に協力した。また3人の編集者のほか、2人の独立したファクトチェッカーがこのプロジェクトに参加した。クラニッシュとフィッシャーは『ワシントン・ポスト』の同僚による調査報道を本書の基盤とした。本書執筆のための調査活動には、トランプへの20時間に及ぶインタビューが含まれていた。本書の取材中に『ワシントン・ポスト』紙はトランプ陣営から記者証の発行を拒否された。出版直前の執筆作業には3か月を要した。
クラニッシュとフィッシャーによる本書のための取材は、『ワシントン・ポスト』紙の編集者であるマーティ・バロンによって監修された。バロンはボストンのカトリック大司教区の性的虐待事件を報道してピューリッツァー賞を受賞したときの『ボストン・グローブ』紙の編集者であった。バロンの『ワシントン・ポスト』紙の編集者時代、同紙は2014年にアメリカ国家安全保障局の監視とフードスタンプに関する報道、2015年にアメリカ合衆国シークレットサービスのセキュリティ問題に関する報道、2016年に2015年発生の警察による全ての死亡事件に関する報道でそれぞれピューリッツァー賞を受賞した。2016年にバロンは本書の取材について、「世界最強の地位に就く可能性があることを考慮すれば、トランプの人生とキャリアは最も深く掘り下げられるに値する。それが我々が行うつもりであることであり、膨大な取材・編集資源を投入し、彼の不安定な立候補を常に報道する分野で最前線に立ってきたスタッフを揃えている」と述べた。
2016年のトランプの大統領選挙運動陣営は当初、彼へのインタビューを拒否していたが、最終的にはクラニッシュとフィッシャーのインタビューに応じた。本書の執筆中、トランプはクラニッシュとフィッシャーによるインタビューで「何かあったらまた、名誉毀損訴訟を起こすよ――ひょっとするとあんたがたに対しても」と訴訟を仄めかした。本の出版後、トランプは本書を購入しないようにTwitterのフォロワーたちに呼びかけた。トランプは2016年8月に「「『ワシントン・ポスト』が不正確な記事を集めて、私に対する中傷本としてさっさとまとめ上げた。買うんじゃない、つまらないぞ!」とツイートした。
本書は2016年にスクリブナーよりハードカバーで出版された。発売日は2016年共和党全国大会の1か月後であった。『ワシントン・ポスト』はこれに加え、伝記本の執筆のために使用された400の文章からなる調査資料の膨大なアーカイヴをウェブサイト上で公開した。同年には本書のオーディオ版がキャンベル・スコットのナレーションによりサイモン&シュスターから発売され、総再生時間は15時間3分に及んだ。電子版も同年にサイモン&シュスターより発売され、題名は『Trump Revealed: The Definitive Biography of the 45th President』に改められた。ペーパーバック版もこの題名で2017年にスクリブナーより発売された。

## 売り上げと批評
『トランプ』は商業的成功を収め、2016年9月に『ニューヨーク・タイムズ』のベストセラーリストではハードカバーのノンフィクション部門、電子書籍のノンフィクション部門、印刷物と電子書籍をあわせたノンフィクション部門でランクインした。本書は2週目にもハードカバーのノンフィクション部門にランクインした。また本書は、2016年9月の『ワシントン・ポスト』のノンフィクション部門のベストセラーリストで3位となった。『フィラデルフィア・インクワイアラー』は、本書を「年間最良図書」に選んだ。『ロサンゼルス・タイムズ』は、本書を「年間最重要図書」として取り上げた。同紙は本書の選出について、「透明性を特に嫌うトランプ政権を前にして、この本は次期大統領であるトランプが、経営者として、ビジネスマンとして、そして私人として、過去にどのように振る舞ってきたかを理解する上でより価値あるものである」と評している。
『ブックリスト』は、アイリーン・クーパーによる好意的な書評を掲載し、彼女は「これまででトランプに関する最も決定的な本」と評した。『ニューヨーク・タイムズ』は本書が「精力的に報道」され、トランプの「派手なブランドを一心不乱に築き上げ、メディアをしばしば巧みに操る」様子を巧みに描写していると評した。『ボストン・グローブ』は、この伝記を「これまでで最も完全で、ニュアンスに富んだトランプの人生だろう」と評した。『USAトゥデイ』にはロイ・ロッカーによる書評を掲載し、4ツ星満点で3.5となった。彼は、「才能あるライターのマイケル・クラニッシュとマーク・フィッシャーは、何十人もの『ポスト』紙の記者の仕事を取り上げ、説得力ある物語に織り込んでいる」とコメントした。ロッカーはこの伝記のためのリサーチに費やされた調査報道を賞賛し、「最高の調査報道が、自由世界を率いる可能性ある男に迫っている」と述べ、「彼らは検討に値する厳粛な肖像を描いている」と結論づけた。
『カーカス・レビューズ』は、『トランプ』はデヴィッド・ケイ・ジョンストンの『The Making of Donald Trump』の真髄を裏付ける内容であったと評し、『シドニー・モーニング・ヘラルド』もこれに同調した。『カーカス・レビューズ』は、本書でトランプを描くにあたっての著者たちのジャーナリスティックな客観性に見られる中立的な視点を賞賛し、「この本のページを開く勇気と意思のある人々は、著者らのアプローチが公平であり、トランプに多くの自由を与え、トランプが何マイルもそれを振り回すと言えば、おそらくそれが過剰ですらあると気づくだろう」と論じた。『ヴァイス』に寄稿したジャーナリストのアレックス・トンプソンは本書を「上手く報じられた347ページ」と評した。『ザ・ロアノーク・タイムス』も本書に好意的であり、「この本は、ツイートやブログ、そして『公平でバランスのとれた』ジャーナリズムの自己満足的な嘲笑の時代において、ジェファーソン民主主義にとって非常に重要だった詳細報道から大きな恩恵を受けている」と評した。
エヴァン・トーマスは『ワシントン・ポスト』に書評を寄稿し、「『トランプ』は共和党のナルシスティックな候補者の伝記であり、『ポスト』の優秀な2人のライターによって、『ポスト』の数人の記者による深い取材から素早くも巧みに書き上げられた」と述べた。トーマスは本書の論調における著者たちの中立性を肯定し、「完成した本は決して中傷的な内容ではない」と述べ、さらに「多くの暴露シーンが魅力的な肖像としてまとまっている。（中略）この素晴らしい本の中で、とんでもないポーズをとるトランプはより悲しく、よりリアルになっている」と結論づけた。『ニューヨーク・ソーシャル・ダイアリー』に寄稿したジャーナリストのリズ・スミスは、「これは『ワシントン・ポスト』の優秀なジャーナリストのマイケル・クラニッシュとマーク・フィッシャー、そしれ彼らの熱心な調査チームによって書かれたものだ」と述べた。彼女はさらに、「この本は実のところ、驚くべき『ケーススタディ』なのだ」と評し、「私は真実よ揺るぎない調査に唖然とした。このような経験をしたのは初めてだ」と締めくくった。『タイムズ』は本書を、「『ワシントン・ポスト』のジャーナリストたちによる巧みで綿密な縫い合わせ」と評した。『ザ・フィナンシャル・エクスプレス』は本書を、「調査され、驚くほど公平なもの」と評した。
『News.com.au』のギャヴィン・フェルナンドは、『ワシントン・ポスト』が出版と同月に公開したデータベース・リソースを、「ドナルド・トランプに関する膨大な398もの文章アーカイブ」と評した。ハーバード大学ニーマン・ジャーナリズム財団のジョシュア・ベントンは、『ワシントン・ポスト』が伝記本のための調査内容をこのような形で公開することを、「ジャーナリズムのオープンさを示す、感激すべきこと」であると評した。

## 日本語版
- マイケル・クラニッシュ（英語版）; マーク・フィッシャー（英語版） 著、野中香方子、森嶋マリ、鈴木恵、土方奈美、池村千秋 訳『トランプ』文藝春秋、2016年10月11日。ISBN 978-4163905396。